# 多鱗突吻鱈
多鱗突吻鱈，為輻鰭魚綱鱈形目鼠尾鱈科的其中一種，分布於東南太平洋秘魯北部至
智利南部海域，深度768-1860公尺，體長可達46公分，屬深海底棲性魚類，棲息在底層水域，生活習性不明，可做為食用魚。

## 扩展阅读
維基物種上的相關：多鱗突吻鱈